# C6H10OS2
化学式C6H10OS2（摩尔质量：162.28 g/mol）可能指：
- 大蒜素，CAS号：539-86-6
- 洋葱烷，混合CAS号：126038-52-6 
  - 洋葱烷A，CAS号：120637-81-2 
  - 洋葱烷B，CAS号：120709-22-0
- 4,4-二甲硫基-3-丁烯-2-酮，CAS号：17649-86-4
- 2-乙酰基-1,3-二硫杂环己烷，CAS号：58277-26-2

|  | 这个同类索引页列出了具有相同分子式的化学物（即同分異構體）条目。 除非您是有意链接至本页，否则应将相应条目的内部链接指向正确的条目。 |